# Hammarby (Uppsala)
Hammarby is een plaats in de gemeente Uppsala in het landschap Uppland en de provincie Uppsala län in Zweden. De plaats heeft 65 inwoners (2005) en een oppervlakte van 4 hectare.
In 1758 kocht de Zweedse arts en natuuronderzoeker Carl Linnaeus hier een boerderij om samen met zijn familie de zomers door te brengen, weg van de ongezonde leefomgeving in Uppsala. Het huis, Linnaeus' Hammarby genoemd, is in zijn authentieke toestand bewaard en kan bezocht worden.
Hammarbya is een door Otto Kuntze naar de plaats vernoemd orchideeëngeslacht. 